# Maya Le Tissier
Maya Le Tissier (Guernsey, 18 april 2002) is een voetbalspeelster uit Engeland. Ze speelt als verdediger voor Manchester United in de Super League.

## Clubcarrière
Le Tissier begon haar carrière bij Brighton Hove & Albion. Op 5 december 2018 maakte ze haar debuut in een League Cup wedstrijd tegen Crystal Palace. Vier dagen later maakte ze ook haar debuut in de Super League tegen Chelsea FC. Op 9 me 2021 maakte ze haar eerste goal in een 3-1 overwinning op Bristol City. Aan het einde van het seizoen kreeg Le Tissier de titel Brighton Women's Young Player of the Season.
Op 20 juli 2022 maakte Le Tissier de overstap naar Manchester United. Zij betaalden tussen de £50.000 en £60.000 voor de komst van Le Tissier. Op 17 september 2022 maakte ze haar debuut voor Manchester United en scoorde ze ook gelijk twee doelpunten in een 4-0 overwinning op Reading.

## Statistieken
| Seizoen | Club                       | Land     | Competitie   | Wedstrijden | Doelpunten |
| ------- | -------------------------- | -------- | ------------ | ----------- | ---------- |
| 2019/20 | Brighton & Hove Albion WFC | Engeland | Super League | 12          | 0          |
| 2020/21 | Brighton & Hove Albion WFC | Engeland | Super League | 22          | 1          |
| 2021/22 | Brighton & Hove Albion WFC | Engeland | Super League | 22          | 1          |
| 2022/23 | Manchester United WFC      | Engeland | Super League | 22          | 2          |
| 2023/24 | Manchester United WFC      | Engeland | Super League | 22          | 2          |
| 2024/25 | Manchester United WFC      | Engeland | Super League | 22          | 3          |
| Totaal  | Totaal                     | Totaal   | Totaal       | 122         | 9          |

Laatste update: 27 juli 2025

## Interlandcarrière
Le Tissier was de eerste vrouw die speelde voor het onder 16 team van Guernsey.
Maya Le Tissier maakte haar debuut voor het Engelse nationale team op 15 november 2022 in een 1-1 gelijkspel in een vriendschappelijk duel tegen Noorwegen.
Op 31 mei 2023 selecteerde bondscoach Sarina Wiegman Le Tissier voor de standbylijst van het WK 2023. Le Tissier stootte niet door naar de uiteindelijke selectie. Engeland wist de finale van het WK wist te halen. Deze werd echter met 1-0 verloren tegen Spanje.
Op 6 juni 2025 werd Le Tissier opgenomen in de Engelse selectie voor op het EK 2025 in Zwitserland. Met haar land werd ze op 27 juli 2025 Europees kampioen door in de finale na penalty's af te rekenen met Spanje.
1 Hampton ·
2 Bronze ·
3 Charles ·
4 Walsh ·
5 Greenwood ·
6 Williamson  ·
7 James ·
8 Stanway ·
9 Mead ·
10 Toone ·
11 Hemp ·
12 Le Tissier ·
13 Moorhouse ·
14 Clinton ·
15 Morgan ·
16 Carter ·
17 Agyemang ·
18 Kelly ·
19 Beever-Jones ·
20 Park ·
21 Keating ·
22 Wubben-Moy ·
23 Russo ·
Coach: Wiegman